# Большие Извалы
Больши́е Изва́лы — село Елецкого района Липецкой области России. Центр сельского поселения Большеизвальский сельсовет.

## География
Расположены в 18 км к юго-востоку от города Ельца, на Елецком шоссе (у пересечения магистрали «Дон» с шоссе на Липецк).
Большие Извалы стоят в истоке реки Чичоры; в селе на них образованы два пруда (пруд Захаров и пруд Верхний).
В юго-западной части села находится микрорайон Пятницкая — бывшее село Пятницкое.

## Топоним
Название — парное к топониму Малые Извалы, так называется деревня 4 км юго-восточнее.
Вторая часть названия происходит от слова вал. По мнению топонимистов, здесь оно означает водораздельный гребень.

## История
По документам известны с 1676 года.
В результате губернской реформы правительства Петра I в 1719 году Большие Извалы вошло в Елецкую провинцию Воронежской губернии.
Перед XX веком входило в Извальскую волость Елецкого уезда Орловской губернии.

## Население
| 2008 | 2010 |
| ---- | ---- |
| 537  | ↗546 |

## Инфраструктура
Основа экономики — сельское хозяйство. На 2018 год действовало сельхозпредприятие ООО «Данк».
ДК с. Большие Извалы, детский сад и школа.
Церковь Казанской иконы Божией Матери
Юго-западнее Больших Извалов расположены садоводческие участки.

## Транспорт
Село легкодоступно автотранспортом. Остановки общественного транспорта «Большие Извалы», «Советская улица».
В 5 км севернее на железнодорожной линии Грязи — Елец находится станция Извалы.